# Nu sjunker sol i hav
Nu sjunker sol i hav är en psalm med text skriven av Sigurbjörn Einarsson 1980 och översatt till svenska av Jonas Jonson år 1992. Musiken är skriven 1983 av Þorkell Sigurbjörnsson.

## Publicerad i
- Psalmer i 90-talet som nr 858 under rubriken "Dagen och årets tider".
- Psalmer i 2000-talet som nr 940 under rubriken "Dagen och årets tider"
- Sång i Guds värld Tillägg till Svensk psalmbok för den evangelisk-lutherska kyrkan i Finland 2015 som nr 930 under rubriken "Tider och stunder"-